# 7280 Bergengruen
7280 Bergengruen è un asteroide della fascia principale. Scoperto nel 1988, presenta un'orbita caratterizzata da un semiasse maggiore pari a 2,5728499 UA e da un'eccentricità di 0,2441933, inclinata di 1,84168° rispetto all'eclittica.
Dal 22 febbraio al 22 aprile 1997, quando 7536 Fahrenheit ricevette la denominazione ufficiale, è stato l'asteroide denominato con il più alto numero ordinale. Prima della sua denominazione, il primato era di 7244 Villa-Lobos.
L'asteroide è dedicato allo scrittore tedesco Werner Bergengruen.